# استكشاف بلوتو
بدأ استكشاف بلوتو مع وصول مسبار نيو هورايزونز في يوليو عام 2015، بالرغم من دراسة الاقتراحات لمثل هذه المهمة لعدة عقود. لا توجد خطط حتى الآن لمهمة المتابعة، على الرغم من دراسة المتابعة كفكرة.

## الاقتراحات المبكرة للمهمة
التفكير في استكشاف بلوتو موجود منذ اكتشفه كلايد تومبو عام 1930، لكن هناك العديد من الصعوبات في استكشاف بلوتو بسبب كتلته الصغيرة وبعده الشاسع عن الأرض. كان من الممكن لمسباري برنامج فوياجر، المنطلقين عام 1977 لاستكشاف المشترى وزحل، أن يمدوا مهمتهم نحو أهداف أخرى. رُفض بلوتو من أجل تيتان وأورانوس ونبتون.
كان أحد الاحتمالات العديدة للمركبة الفضائية فوياجر 1، بعد طيرانها بجانب زحل في 1980، أن تستخدم زحل كوحدة إقلاع للانطلاق نحو بلوتو في وقت مبكر من مارس 1986. ومع ذلك، قرر العلماء أن الطيران بجانب تيتان أثناء مواجهة زحل سيكون هدفًا علميًا أكثر أهمية. كان من المستحيل أن تحدث عملية طيران أخرى إلى بلوتو بعد ذلك، لأن الاقتراب الشديد من تيتان كان يعني أنه كان أيضًا على مسار يشكل منطقة إقلاع صعودًا من الكسوف. نظرًا لأنه لم يُخطط لأي مهمة إلى بلوتو من قِبل أي وكالة فضاء في ذلك الوقت، كان سيترك للسنوات القادمة دون استكشاف بواسطة مركبة فضائية بين كوكبية.
بعد فترة وجيزة من رحلة طيران فوياجر 2 بجانب نبتون ونتائجها في تريتون في أغسطس 1989، سعى العلماء إلى الاهتمام بمهمة تتجه إلى بلوتو وولفت النظر لمزيد من الدراسات عن وجود حزام كويبر وأجزائه التي من المحتمل أن تكون مشابهة لتريون. استكشفت جميع الكواكب الخارجية الأربعة بواسطة فوياجر 2 التي أُطلقت في عام 1977 باقتراب شديد من المشتري وزحل وأورانوس ونبتون. بعد التقابل مع نبتون، كان من المستحيل على فوياجر 2 أن تستمر هناك بسبب محاذاة بلوتو فتصير متروكة على مسار يقع خارج النظام الشمسي.
كان لمهمتي فوياجر مقومات النجاح كي تصل إحداهما إلى كوكب زحل الذي تجاوزوه بكثير. بعد إعادة فوياجر 2 البيانات من نبتون بنجاح في عام 1989، نظر علماء الكواكب إلى بلوتو كهدف لمهمة لاحقة. في عام 1992، اقترح مختبر الدفع النفاث التابع لوكالة ناسا مهمة الطيران السريع بجانب بلوتو. أصبح هذا معروفًا باسم بلوتو إكسبريس ثم أصبح في النهاية بلوتو كويبر إكسبريس. تأخر هذا المشروع وألغيت المهمة عام 2000، وقالت ناسا أن السبب هو التكاليف الباهظة.
أغضب إلغاء بلوتو كويبر إكسبريس بعض أعضاء المجتمع العلمي لاستكشاف الفضاء، وأدى هذا إلى ظهور مجموعات مثل الجمعية الكوكبية وأدى إلى الضغط على وكالة ناسا إما لإعادة بلوتو كويبر إكسبريس أو إعادة العمل على مهمة لبلوتو. وأعربت الانقسامات الداخلية داخل ناسا، بما في ذلك مجلسها الاستشاري العلمي، عن دعمها لمهمة إلى بلوتو. استجابة لرد الفعل العنيف الذي حدث بسبب إلغاء بلوتو كويبر إكسبريس، قرروا افتتاح نوعًا جديدًا من المهام التي تتلاءم بين برنامج فلاجشيب ذي الميزانية الكبيرة وبرنامج ديسكفري ذي الميزانية الصغيرة مما يؤدي إلى حل وسط بالنسبة لمهام مثل مهمة بلوتو كويبر إكسبريس السابقة التي ثبت أنها مكلفة للغاية بالنسبة لبرنامج ديسكفري. عقدت مسابقة لاختيار فكرة مهمة كي تمولها ناسا كجزء من المهمة الأولى لبرنامج نيو فرونتيرز.

### تحت سطح بلوتو، بلوتو 350 ومارينر مارك 2
في مايو 1989، كونت حفنة من العلماء والمهندسين، بمن فيهم ألان ستيرن وفران باجينال، تحالفًا يسمى «تحت سطح بلوتو». سمي بذلك تيمنًا بمجموعة أخرى تسمى «تحت سطح المريخ» الذين تمكنوا من الحث على إعادة تنفيذ المهام المتجهة إلى المريخ، بعد انخفاض معدل هذه المهام منذ برنامج فايكينج.